# Ruslan Tyumenbaev
Ruslan Tyumenbaev est un lutteur kirghiz né le 28 mai 1986 à Bichkek.

## Palmarès

### Jeux olympiques
- Médaille de bronze en lutte gréco-romaine dans la catégorie des moins de 60 kg en 2008 à Pékin

### Championnats d'Asie
- Médaille d'or en lutte gréco-romaine dans la catégorie des moins de 60 kg en 2008 à Jeju
- Médaille de bronze en lutte gréco-romaine dans la catégorie des moins de 60 kg en 2007 à Bichkek

### Jeux asiatiques
- Médaille de bronze en lutte gréco-romaine dans la catégorie des moins de 60 kg en 2006 à Doha